# 구라타 히로유키
구라타 히로유키(일본어: 倉田 寛之, 1938년 4월 9일~2020년 4월 7일)는 4선 참의원 의원을 지낸 일본의 정치인이다.

## 생애
1938년 4월에 지바현 마쓰도시에서 태어났다. 도쿄 가쿠게이 대학 부속 고등학교와 세이조 대학 경제학부를 졸업한 뒤 1967년 지바현의회 의원 선거에서 당선돼 현의원이 되었다. 이후 4선 의원과 당시로선 최연소 의장을 지냈다.
1983년 참원선에 자유민주당 공천을 받고 출마해 당선됐다. 1987년 다케시타 내각에서 통산정무차관으로 재임했다. 원래 구라타는 청화회 소속이었다가 가토 무쓰키를 따라 정진회에 참여하고 있었다. 그런데 가토가 미야자와 내각에 대한 내각 불신임 결의안에 찬성표를 던진 뒤 자민당을 탈당해 신생당을 창당하자 이에 동조하지 않고 자민당에 남았다.
1995년에 자민당 참의원 국회대책위원장이 되었으며 같은 해에 옴진리교 사건을 처리하기 위해 설치된 종교법인 등에 관한 특별위원회의 위원장도 맡았다. 1996년 제1차 하시모토 내각이 출범하자 자치상 겸 국가공안위원장에 임명되어 처음으로 입각했다.
2002년 참의원 의장 이노우에 유타카의 비서가 뇌물 수수에 관여된 사실이 드러나자 책임을 지기 위해 사임했고 후임으로 구라타가 선출됐다. 2004년에 고이즈미 내각이 연금 제도 개혁 법률안을 제출하자 찬반 논쟁으로 참의원이 혼란에 빠졌다. 이에 야당인 민주당은 의사 일정을 연기하라 겸 의장에 대한 불신임 결의안을 제출했다. 의장 자신에 대한 결의안을 직접 처리할 수 없었기에 구라타는 부의장 모토오카 쇼지(민주당 소속)에게 의사 진행을 맡겼다. 그런데 6월 5일 본회의장에서 모토오카가 의사 일정을 무시하고 산회를 선언하자 구라타가 의장석에 돌아와 "(의사 일정이 종료되면 산회가 가능하다고 하는 건) 참의원 규칙 제82조에 반하므로 산회는 무효이며 회의를 이어가기 위해 임시 의장을 선출한다"라고 선언하여 이례적인 상황이 연출됐다. 결국 산회가 성립했다고 주장하는 야당과 부의장이 퇴장하자 자민당끼리 모여 임시 의장을 뽑은 뒤 불신임 결의안을 부결시켰다. 그리고 구라타가 다시 의사 운영을 맡아 법안을 통과시켰다. 이후 다음 달의 참원선 직후 구라타는 의장에서 물러났다.
2005년 우정민영화 법률안에 반대표를 던진 뒤 2007년 참원선에 불출마하면서 정계를 은퇴했다. 지역구는 지바현의회 의원 이시이 준이치에게 물려줬다. 2008년 동화대수장을 수훈했다.
2020년 4월 심부전으로 사망했다. 향년 81세였으며 사후에 종2위에 추서됐다.

## 역대 선거 기록
|  | 0% |

|  | 0% |

|  | 0% |

|  | 0% |

|  | 26.6% |

|  | 33.92% |

|  | 31.14% |

|  | 43.84% |

| 전임 후카야 다카시 | 제49대 자치대신 1996년 1월 11일~1996년 11월 7일 | 후임 시라카와 가쓰히코 |

| 전임 이노우에 유타카 | 제25대 일본 참의원 의장 2002년 4월 22일~2004년 7월 30일 | 후임 오기 지카게 |